# Осійська сільська рада
| Осійська сільська рада — колишній орган місцевого самоврядування у Іршавському районі Закарпатської області з адміністративним центром у с. Осій. Осійська сільська рода розташована в підніжжі г. Бужора. Сільській раді підпорядковані населені пункти: - с. Осій |

## Склад ради
Рада складається з 22 депутатів та голови.

## Керівний склад сільської ради
Примітка: таблиця складена за даними джерела

## Архітектурні та історичні пам'ятки
- Свято-Михайлівська церква, збудована 1859 року

## Природні багатства
Термальні сірководневі джерела, туристичні бази «Зачарована Долина», «Смерековий камінь», Центральний табір туристичного активу учнів України.

## Відомі вихідці
- Ф. М. Потушняк — український письменник літературний псевдонім (Ф.Вильницький, Ф.Пасічник 1910—1960 рр.) поет-модерніст, археолог, прозаїк
- В. М. Потушняк — заслужений агроном України
- П. М. Потушняк — заслужений учитель України
- Іван Попович — Народний артист України
- Іван Петровцій — член спілки письменників України

## Населення
Згідно з переписом УРСР 1989 року чисельність наявного населення сільської ради становила 3468 осіб, з яких 1720 чоловіків та 1748 жінок.
За переписом населення України 2001 року в сільській раді мешкало 3555 осіб.

### Мова
Розподіл населення за рідною мовою за даними перепису 2001 року:
| Мова       | Відсоток |
| ---------- | -------- |
| українська | 99,47 %  |
| російська  | 0,51 %   |
| білоруська | 0,03 %   |